# Kummerbuben
Die Kummerbuben sind eine Schweizer Mundart-Band.

## Geschichte
Simon Jäggi und Urs Gilgen, zwei der Gründungsmitglieder der Kummerbuben, fanden 2004 zusammen für ein Tom-Waits-Projekt, damals unter dem Bandnamen Dean Moriarty & the Dixie Dicks.
2007 veröffentlichten die Kummerbuben ihr erstes Album, Liebi und anderi Verbräche, in welchem sie alte Schweizer Volkslieder interpretierten und damit auf ein grosses Medienecho stiessen. Es folgten Konzert- und Festivalauftritte in der ganzen Schweiz und 2009 das zweite Album Schattehang, mit dem sie erstmals in die Schweizer Hitparade kamen.
Im Jahr 2010 arbeitete die Band zusammen mit dem Ballett-Ensemble des Stadttheaters Bern. Aus der Zusammenarbeit mit dem Berner Ballett entstand der Dokumentarfilm Buebe gö z’Tanz, der 2012 in den Schweizer Kinos lief.
Seit 2010 traten die Kummerbuben erfolgreich auch in Deutschland mit Konzerten und an Festivals auf.
Auf dem Album Weidwund aus dem Jahr 2012 haben eigene Liedtexte und eigene Musik die alten Volkslieder abgelöst. Es kam bis auf Platz 38 und hielt sich 4 Wochen in den Albumcharts.
Ein Album, das Anfang 2015 erschienen ist, trägt den Titel Dicki Meitschi. Drei Jahre später folgte das Album Itz mau Apokalypse, das die Band mit dem Berner Orchester Variaton eingespielt hatte.

## Preise
Im November 2009 erhielt die Band den Anerkennungspreis der Musikkommission des Kantons Bern, die «Honorierung von besonders bedeutenden musikalischen Leistungen».

## Diskografie

### Alben
- 2007: Liebi und anderi Verbräche
- 2009: Schattehang
- 2012: Weidwund
- 2015: Dicki Meitschi
- 2017: Krabat
- 2018: Itz mau Apokalypse